# (26482) 2000 AM203
2000 أي أم 203 (ويعرف أيضًا باسم (26482) 2000 أي أم 203 وفق تسمية الكوكب الصغير) (بالإنجليزية: 2000 AM203)‏ هو كويكب ضمن حزام الكويكبات؛ وترتيبه 26482 من حيث الاكتشاف.
اكتُشف هذا الجُرم الفلكي بواسطة بحث لنكولن عن الكويكبات القريبة من الأرض في 10 يناير 2000.

## وصلات خارجية
- (26482) 2000 AM203 في قاعدة بيانات مختبر الدفع النفاث لأجرام النظام الشمسي الصغيرة

- الاكتشاف · مخطط المدار ·  العناصر المدارية · المعلمات المادية

- (26482) 2000 AM203 على موقع ويكي سكاي: DSS2, SDSS, GALEX, IRAS, Hydrogen α, X-Ray, Astrophoto, Sky Map, Articles and images